# Parník Vyšehrad (1938)

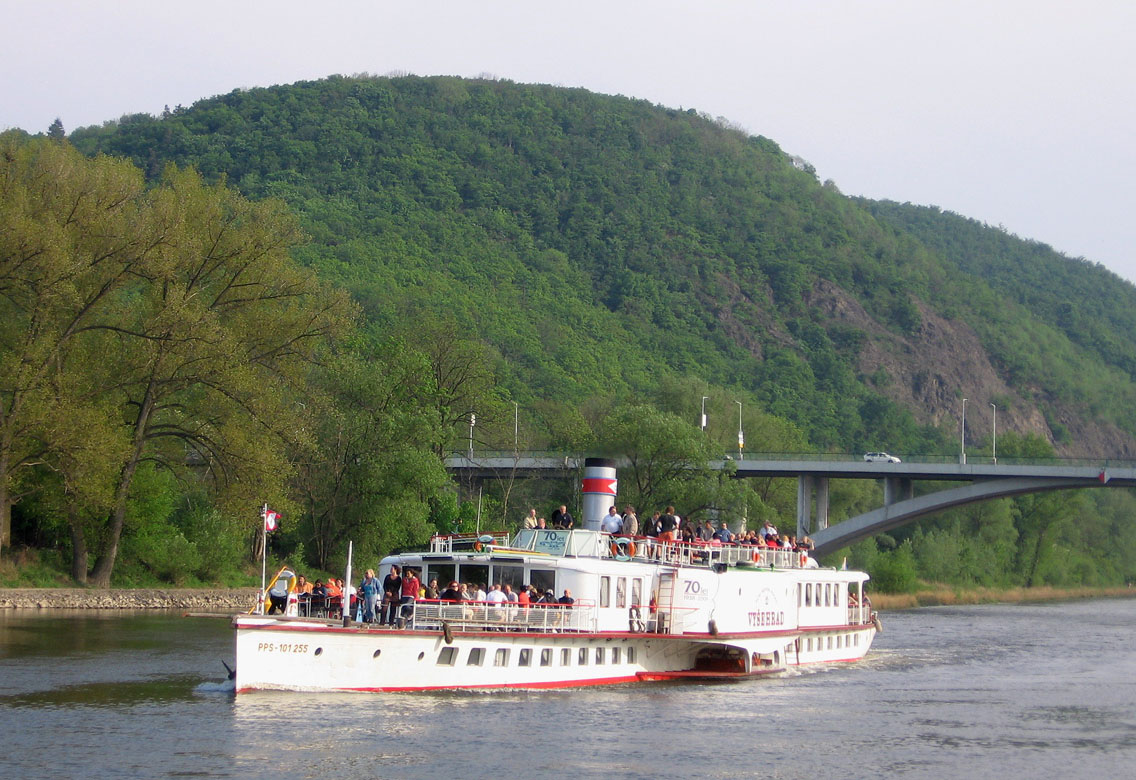
Parník Vyšehrad na Zbraslavi.

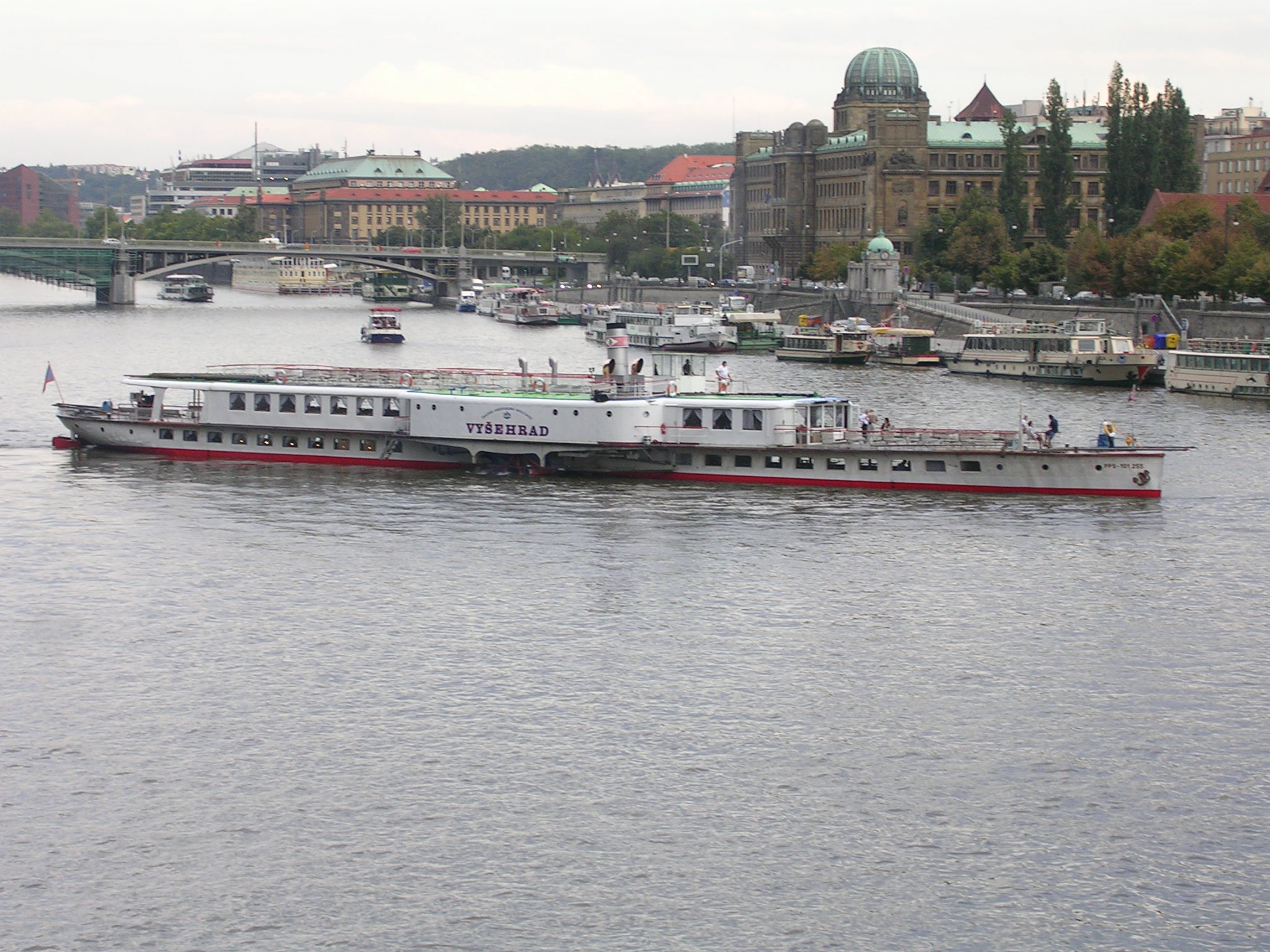
Parník Vyšehrad.

Kolesový parník Vyšehrad (původním názvem Antonín Švehla, od roku 1942 Karlstein, od roku 1945 T. G. Masaryk, od roku 1952 Děvín, od roku 1992 Vyšehrad), který provozuje Pražská paroplavební společnost a. s. spolu se společností Prague Boats s.r.o., je jedním ze dvou posledních velkých kolesových parníků. V roce 2013 jej Ministerstvo kultury prohlásilo za kulturní památku České republiky Parník v současné době obdržel status plovoucí zařízení byl mu tak tedy de facto odebrán status lodi.

## Historie

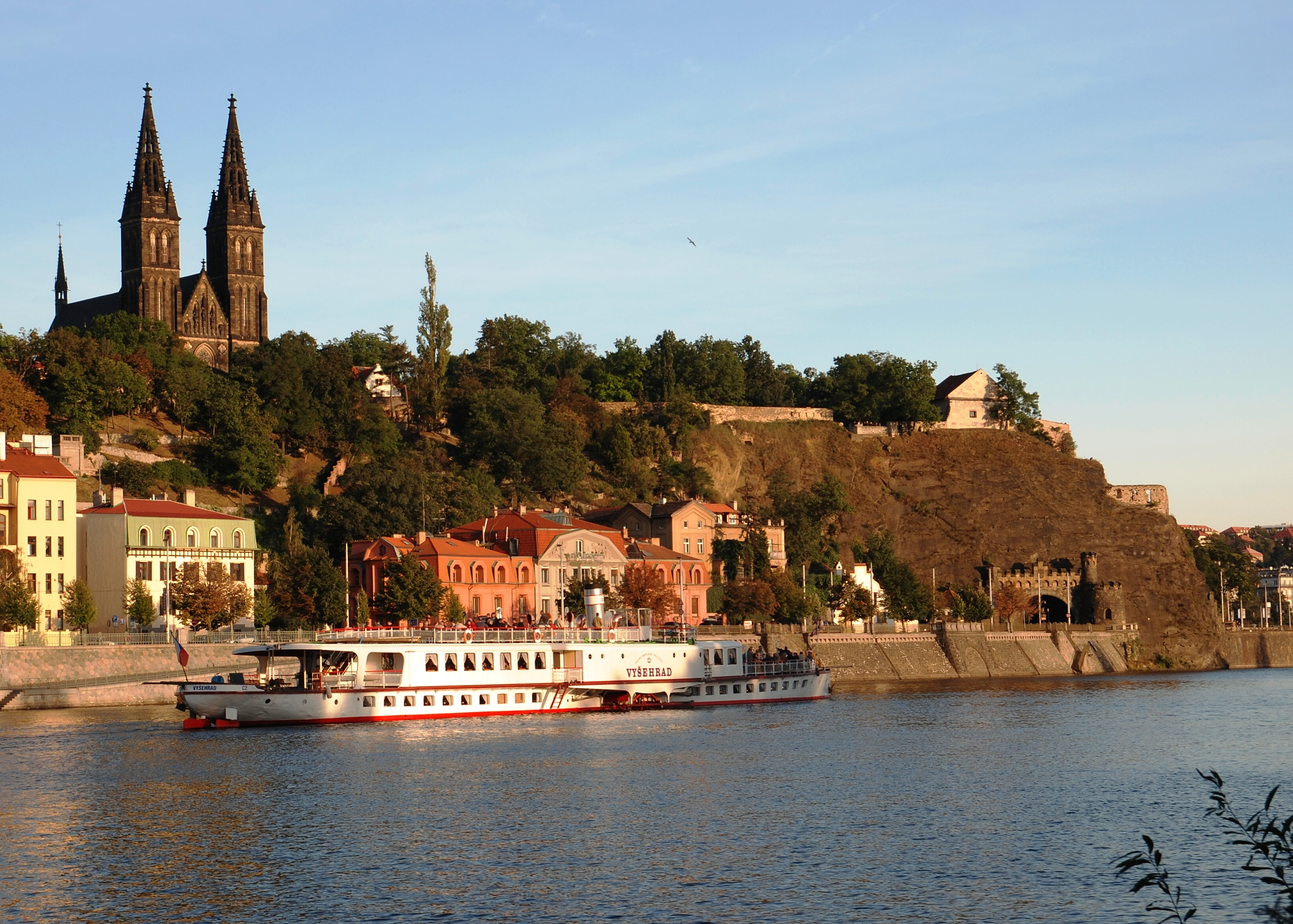
Parník Vyšehrad pod Vyšehradem

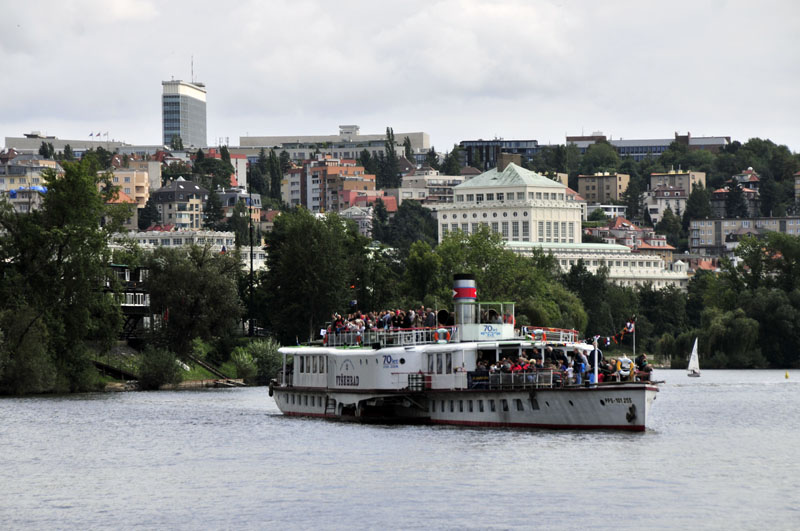
Parník Vyšehrad - 145 let Paroplavby

Vyrobila jej roku 1938 Ústecká loděnice a dřevoprůmysl, spol. s r. o., hlavním konstruktérem byl ředitel loděnice Ing. Josef Huss, strojní zařízení dodala akciová společnost ČKD Praha. Loď byla jedním ze čtyř velkých parníků, které si nechala PPS nově postavit v rámci modernizace flotily ve 30. letech 20. století. Souběžně společnost nakupovala i motorové lodě a modernizovala starší parníky. Typově byly první dva parníky, „Dr. Edvard Beneš“ (od roku 1939 „Labe“) a „Antonín Švehla“ (dnešní Vyšehrad), inspirované o desetiletí staršími salonními parníky Dresden a Leipzig drážďanské společnosti SBDA z let 1926 a 1929. Každý z těchto dvou nových českých parníků stál přes 2,5 milionu Kč.
Loď byla slavnostně pokřtěna 1. května 1938 za účasti ministra průmyslu, obchodu a živností. Původní jméno parníku bylo Antonín Švehla, později loď vystřídala názvy Karlstein (od roku 1942), po válce T. G. Masaryk a od roku 1952 Děvín. V roce 1961 byl parník Děvín modernizován, zejména interiéry salónů. V roce 1980 byl kotel v dílnách na Smíchově přebudován na kapalná paliva (lehký topný olej). V roce 1992 byl parník v loděnici ČSPLO v Boleticích rekonstruován na restaurační salónní parník a zároveň byl vyměněn parní kotel (v témž období byl rekonstruován i parník Vltava), parní stroj zůstal původní. 13. srpna 1992 byl rekonstruovaný parník pokřtěn jako Vyšehrad. V zimě 2006/2007 mu byla vyměněna obšívka v drážďanské loděnici v Laubegastu. Poslední velká rekonstrukce parníku proběhla roku 2018 a navrátila parník k jeho původní podobě z roku 1938. Roku 2016 se parník Vltava dostal na poštovní známku České pošty.

## Technický popis
Parník je dlouhý 62 metrů a široký 6, metru, šířka přes kolesnice 10,4 metru. Výkon parního stroje je 165 kW (220 k) při 42 otáčkách za minutu. Původní byla nominální kapacita lodi 885 cestujících, nyní 350. Podle dobového prospektu měla loď dosáhnout rychlosti až 20 km/h, ve skutečnosti byla maximální rychlost na klidné vodě asi 17 km/h.

## Využití
Zpočátku byly oba salonní parníky nasazovány na trať Praha – Vrané nad Vltavou a v první sezóně, dlouhé 70 dní, přepravovaly průměrně 150 lidí při jedné plavbě. V roce 1939 byly odstraněny krycí plachty horní paluby, které v některých nižších místech (železniční most ve Skochovicích a Štvanice) překážely.
Za druhé světové války byl parník zkonfiskován a na kotvišti u německých Drážďan sloužil jako vývařovna pro uprchlíky před Rudou armádou. Po válce byl vrácen do Prahy.
V 70. letech byly salónní parníky Vltava a Vyšehrad nasazovány i na běžné linkové plavby do Štěchovic. Po rekonstrukci v roce 1992 vyplouval parník Vyšehrad převážně na restaurační a objednané plavby, několikrát do roka však plul i na veřejné lince na Slapy a na Mělník. Dnes (2023) je parník trvale zakotven na Rašínově nábřeží a slouží především jako restaurační loď. Také si ho lze pronajmout pro soukromé akce.

## Předchozí parníky jména Vyšehrad

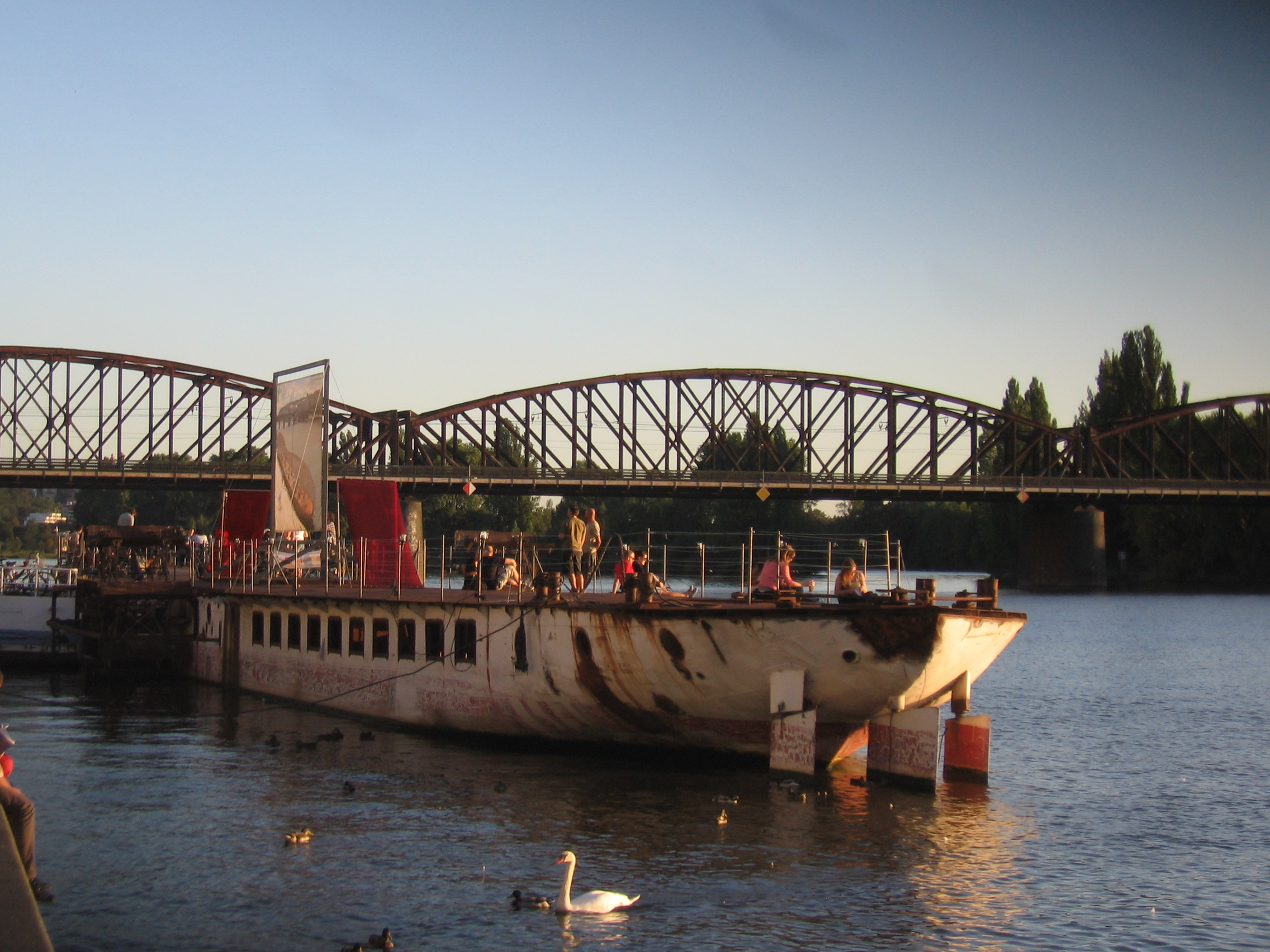
Parník Dr. Edvard Beneš, od roku 1952 Vyšehrad, využívaný jako společenský prostor pod pražským železničním mostem. Stav v roce 2011.

Původní parník Vyšehrad z roku 1866 byl v roce 1937 přejmenován na Zbraslav a dosloužil roku 1950. Zrušen byl roku 1953 pro naprostou zchátralost trupu a kotle.
Dalším parníkem, který nesl jméno Vyšehrad, byl Primátor Dittrich z roku 1891. Jméno Vyšehrad nesl v letech 1937-42 a 1945-51, kdy byl zrušen.
Třetím parníkem Vyšehrad byl původní Dr. Edvard Beneš. Na vodu byl spuštěn, jak je zmíněno výše, 1. 5. 1938, současně s parníkem Antonín Švehla, který nese jméno Vyšehrad dnes. Dr. Edvard Beneš byl v roce 1939 přejmenován na Labe, v letech 1942-45 nesl jméno Wischehrad, poté až do roku 1952 opět Dr. Edvard Beneš a v roce 1952 byl přejmenován znovu na Vyšehrad. Pod tímto jménem plul až do roku 1988, kdy se rozhodlo o jeho rekonstrukci. Práce skončily v roce 1989 hrubou stavbou nástavby horní paluby. Parník poté chátral u železničního mostu, v Holešovicích a v roce 2004 (?) byl přepraven do Chvaletic. Tam chátrá dosud (2009). Začátkem 21. století se chystala jeho přestavba na motorovou loď Hradčany.

### Parník Vyšehrad v pražské zoo
V září 2024 byl jménem Vyšehrad s připomínkou stejnojmenného parníku pojmenován samec mladého chovného páru kachyně (husice) parníkové v pražské zoologické zahradě.